# PolskiBus.com
PolskiBus.com byl polský autobusový dopravce, který provozoval expresní linky na národních i mezinárodních trasách. V Polsku začala s dopravou v roce 2011, typickou značkou byly červené autobusy. 
PolskiBus.com v prosinci 2017 koupil expandující německý dopravce Flixbus. Polský dopravce pak ukončil činnost v únoru 2018.

## Linky
PolskiBus.com provozoval v roce 2014 celkem 16 linek, z nichž 11 začínalo na varšavských autobusových nádražích Metro Młociny nebo Metro Wilanowska. Čtyři linky byly mezinárodní a zajížděly do Německa, Česka, Rakouska a na Slovensko.
- P1: Varšava, stanice metra Młociny - Ostróda - Gdaňsk
- P2: Varšava, stanice metra Młociny - Toruň - Bydhošť
- P3: Varšava, stanice metra Młociny - Lodž- Poznaň - Berlin Schönefeld - Berlin ZOB
- P4: Varšava, stanice metra Młociny - Lodž - Vratislav - Praha
- P5: Varšava, stanice metra Wilanowska – Čenstochová – Katovice – Bratislava – Vídeň
- P6: Varšava, stanice metra Wilanowska - Kielce - Krakov - Zakopane
- P7: Varšava, stanice metra Wilanowska - Lublin
- P8: Varšava, stanice metra Młociny - Białystok
- P9: Varšava, stanice metra Wilanowska - Radom
- P10: Varšava, stanice metra Wilanowska - Ostrowiec Świętokrzyski – Řešov
- P11: Varšava, stanice metra Młociny - Olsztyn
- P12: Gdaňsk - Toruň - Lodž - Katowice - Krakov - Řešov
- P13: Gdaňsk - Bydhošť - Poznaň - Vratislav - Praha
- P14: Vratislav - Krakov - Řešov
- P15: Vratislav - Katowice
- P16: Berlín - Vratislav - Opole - Katovice - Krakov - Zakopane